# 天文遺産
天文遺産（てんもんいさん、Astronomical Heritage）は、国際連合教育科学文化機関（UNESCO）が国際記念物遺跡会議（ICOMOS）や国際天文学連合（IAU）と共同で世界遺産等の分野において、天文学に関係する文化的な資産や環境の保全を目的に提唱したもの。2010年と2017年に主題研究（Thematic study）が行われているが、独自の保護・登録制度は設けられていない。

## 遺産一覧
個別の天文遺産の詳細は天文遺産の一覧を参照。

## 経緯
21世紀に入り、ユネスコの活動理念のひとつである科学分野を担当する科学局 環境・地球科学部 宇宙観測及び地球科学における能力開発課が、科学技術とりわけ宇宙科学の足跡顕彰を始めたことを受け、2003年に「テーマ別イニシアチブ 天文学と世界遺産」（AWHI）を立ち上げ、2004年に世界遺産センターの主催でイタリアのヴェネツィアにおいて「天文の世界遺産とモニュメントに関する専門家会議」を開催し、その結果を同年に中国の蘇州で開催された第28回世界遺産委員会で報告して継続議題となった。
その後、2007年の第31回世界遺産委員会での検討で、「空・天体・星明り（大気光）などのEmpyreal landscape（天空景観）は不安定な借景で、所有権が不明瞭で保護根拠も曖昧であり、世界遺産の対象外である」と一度は否決された。
しかし、2008年にイギリスのロンドンで開催された世界遺産への推薦への脈絡での科学技術の専門家による作業部会（Science and Technology Expert Working Group in the context of World Heritage Nominations）の中で宇宙技術が取り上げられた。
2008年10月にユネスコとIAUは、天文学と世界遺産に関する覚書（Memorandum of Understanding）に調印。IAUは「天文学と世界遺産の作業部会」（Working Group on Astronomy and World Heritage）を設置した。
2009年には、ユネスコとIAUによる世界天文年を受けロシアのカザンで開催された「天文学と世界遺産：時間と大陸を超えて」と題する国際会議（International Conference on "Astronomy and World Heritage: across time and continents"）でも宇宙開発史顕彰の必要性が説かれた。
ICOMOSとIAUによって、すでに世界遺産リストや暫定リストに登録された物件を含む事例を対象に主題研究（Thematic study）が行われ、その結果は2010年6月30日に41例のケーススタディーからなる「世界遺産条約の脈絡における天文学及び天文考古学遺産：主題研究」（Heritage Sites of Astronomy and Archaeoastronomy in the context of the World Heritage Convention: A Thematic Study）という報告書としてとりまとめられた。この報告書は同年7月の第34回世界遺産委員会に報告され、ユネスコ加盟国が各国で天文学的な資産を保護する際のガイドラインとして有用であるとして承認を受けた。また、この世界遺産委員会では、天文学に関連する2件の世界遺産、中国の「天地の中央」にある登封の史跡群とインドの ジャンタル・マンタルが登録された。
2011年9月には、パリで開催された「天文学的遺産の保護」（Protection of Heritage of Astronomy）と題する国際セミナーにおいて参加者により「天文遺産に関するパリ宣言」（Paris Declaration on astronomical heritage）が採択され、2012年2月にフランスのユネスコ国内委員会から世界遺産委員会議長に報告された。
2015年、国際連合の国際光年を受け、天文遺産を推進することが第39回世界遺産委員会で確認された。
2017年6月には、ICOMOSとIAUによる2回目の主題研究の報告が発行された。今後、宇宙遺産（space heritage）に焦点を合わせた3回目の主題研究が将来的に予定されている。
2019年の第43回世界遺産委員会において、イギリスのジョドレルバンク天文台（電波天文台）が世界遺産に登録された。

## 対象
天文遺産を選定するにあたり対象となる分野として天文考古学、暦学、時間（天文時計など）、宗教・民俗学・文学的領域（文化的空間・文化的環境）、天文台、宇宙基地、天体物理学、星空、気象現象などが上げられた。
その適用範囲は世界遺産に留まらず、生物圏保護区やラムサール条約指定地にも反映される。
また、世界遺産の前提である不動産有形財構築物以外に、天体が人々の伝統文化や生活・精神・信仰などに介在した証拠としての無形文化遺産（太陽神祭祀など）、天文に関する記録物（彗星や日食）や可動文化財（望遠鏡など）、機械設備のような稼働遺産も対象となる。

### 自然遺産としての天文
天体・星空・気象条件は自然遺産に属し、その評価（登録）基準は「Ⅶ.最上級の自然現象または類い稀な自然美・美的価値を有する地域を包括する」に該当し、代表的なものとしてオーロラが上げられるが天文遺産の登録には至っていない。
また、「Ⅷ.地球の歴史上の主要な段階を示す顕著な見本。地形の発達における重要な地学的進行過程、重要な地形的特性、自然地理的特性」として、隕石によるクレーターが考えられる。
Ecosystemastronomy（天文生態系）という造語も提唱し、今後は潮汐や月齢に影響される生態系も視野に含まれる。

#### 星空保護区
ユネスコではMAB(Man and the Biosphere)計画において、2007年にラ・パルマ島で開催したアーバンエコロジープログラムで、Starlight reserve（星空保護区）を提唱。試験的に5か所を認定した。
- モンセック（英語版）／スペイン
- グロースムーグル（英語版）／オーストリア
- マウナ・ケア山／アメリカ（ハワイ州）
- アタカマ砂漠／チリ
- テカポ湖、マッケンジー盆地（英語版）とアオラキ/マウント・クック国立公園／ニュージーランド

#### 光保護区
自然遺産の学術的価値を評価する国際自然保護連合（IUCN）は、2009年に 「ダークスカイ諮問グループ」（DSAG）を発足させ、Light reserve（光保護区）を制定している。
光保護区は用途や程度に応じて6種類に分類される。
- Starlight reserve（天体観測・天体観望に適した場所）…ラ・パルマ島など
- Darksky park（夜空を含めた自然保護区や文化的景観）…南アフリカ共和国のナミブランド自然保護区（英語版）やチェコ・スロバキアのベスキディ山脈（英語版）など
- Darksky heritage（人間による星空に関する創作物）…アメリカのチャコ文化国立歴史公園など
- Darksky reserve（夜景の保護を推進する地域）…イギリスのギャロウェイ森林公園（英語版）など
- Darksky outreach site（光害抑制に積極的な町）…カナダのブルーウォーター（英語版）など
- Darksky community（光害抑制に積極的な都市）…アメリカのフラッグスタッフやイギリスのチャンネル諸島など

#### ダークスカイ保護区
国際ダークスカイ協会という民間団体がDark-Sky ReserveとDark-Sky Parkを認定しており、2018年に西表石垣国立公園（石垣市と竹富町）が日本では初めてDark-sky Placeランク（パーク部門）に認定され、2020年に伊豆諸島の神津島村が（パーク部門）、2021年には岡山県井原市の美星町地区が認定（コミュニティ部門）。

## 選定基準
天文遺産は世界遺産同様に「顕著な普遍的価値」（Outstanding Universal Value）があり、「真正性」が伴わなければならないが、法的保護根拠などの「完全性(インテグリティ)」は求められず、同じインテグリティでも本来の目的に沿った「整合性」（たとえば遺跡以外の近現代の天文台がその役割を終えていれば天文遺産としての価値はないと見なされる）が重視される。こうしたことから、天文遺産においてはリビングヘリテージを優遇し、アダプティブユースは認めない傾向がある。
現在、天文遺産のための評価基準が作成中である（以下、仮抄訳）。
1. 天文台や望遠鏡などにおける最先端で唯一の科学技術を反映したもの
2. 天体観測の知識や技法の記録・証言
3. 観測所や宇宙開発における新素材
4. 気象気候の特異性、空の背景（闇）や大気密度・透明度などの自然条件

## 選定方法
天文遺産の選定は、世界遺産のような条約締結義務もなければ、申請制度もない。ICOMOSが既登録世界遺産や暫定リスト掲載物件の中から天文遺産の要素があるものを、IAUは会員の推挙により選出し、ユネスコを交えての専門家会議で審査し、承認する。選定作業は不定期開催。

## 展望
これまでの各種会合で天文遺産を目指す動きを示したものとして、ロシアの星の街やカザフスタンとの共同所有となるバイコヌール宇宙基地、オランダの世界最古のアイゼ・アイジンガーによるプラネタリウム、スイスとフランスにまたがる欧州原子核研究機構（CERN）でビッグバンなど宇宙進化論を探求する大型ハドロン衝突型加速器（LHC）などがある。
ユネスコでは、記憶遺産から、ポーランドの「ニコラウス・コペルニクスの代表作『天体の回転について』」、イランの「『占星術教程の書』」と「ガージャール朝時代のイランの選抜地図コレクション［1193-1344年の太陰暦カレンダー／1779-1926年のグレゴリオ暦カレンダー］」、ドイツのネブラ・ディスク、アメリカの「ランドサット計画の記録：マルチスペクトル・スキャン・センサー」などを検討している。
文芸分野では、ノーベル文学賞作家ハリー・マーティンソンが詠んだ宇宙の詩『アニアラ』が上げられている。
日本においては文部科学省宇宙開発利用部会による「科学技術・学術分野における国際活動の戦略的推進」や内閣府の宇宙政策委員会が牽引役となると思われるが、現時点では天文学会や暦学会による懇談会で旧暦2033年問題の考察と顛末を取りまとめて推す案が出されているほか、ニュートリノ研究がノーベル賞として評価されていることから内閣府特命担当大臣の宇宙相関係筋がスーパーカミオカンデを推薦してはと示唆している。

## 課題
星空を鑑賞するためには光害がないこと、澄んだ空気と安定した気象条件が必須だが、この条件を審査する指針は曖昧である。光度であればボートル・スケール 、大気汚染度を計るなら世界気象機関（WMO）の指標を用いることが考えられるが、そうした環境を維持し続ける持続可能性を世界遺産委員会は求める。
星空を横切る人工衛星やゴミといった人工物に簡単な解決法はなく、特にスペースデブリは地上から観測できるものだけでも2万個もあり、機関間スペースデブリ調整委員会も設立されているが、宇宙条約の解釈も必要になるとの指摘もある。
日本の天文台もあるマウナ・ケアは、先住民が天測航法でハワイ諸島へたどり着いた際に目標となり星を崇める場所とした聖域であり、天文台建設に反対する運動があるが、いずれも天文遺産としての要素であり、成り行きが注目される。
アメリカでは月面着陸の地（地球外の不動産）を国立公園にしようという法案が提出されたが、これを天文遺産で応用することで宇宙開発競争に拍車がかかる恐れもある。
世界遺産で航空分野（空港など）の登録が行われていない段階で、宇宙へ裾野を広げるのは拙速ではないかとの意見もある。
ユネスコでは天文遺産をアストロツーリズムとして活用する遺産の商品化も推進しているが、宇宙旅行は容易でなく、天体観測の場所が観光地化すれば観光公害（観光光害）も懸念される。
天文遺産は現時点では法的保護根拠を求めていないが、将来的には必須となりうる。ニュージーランドのテカポ湖が星空景観での世界遺産への推薦を試みた際、人造湖（堰き止め湖）であるため国立公園化による保護が困難で、断念した経緯がある。また、天空景観の範囲を確定し保護するには、領空権や環境権から派生する空間権（都市部土地利用に伴う上空容積率を表す空中権）を応用するなどの試みも必要となる。

### 取り組み
天文台周辺での屋外照明を規制する条例は各国にあるが、総体的な光害に対する対処法を導入している事例は少なく、1988年のラ・パルマ島と1989年に岡山県の旧美星町が制定した光害防止条例は先駆的なもので、現在でも国際的に高い評価を受けており、2000年のニューメキシコ州と2003年のコネチカット州・ユタ州・アーカンソー州・インディアナ州における州法としての公害防止法、2002年のチェコの夜環境保護法などが追従している。
同様に電波望遠鏡周辺では電波法の応用が求められる。
個人でできることとしては、家屋内の光を外へ漏らさないようにする灯火管制や夜間の自動車（前照灯）使用の制限（自動車の利用制限は排気ガスを減らし大気汚染の軽減にもつながる）、必要なときにだけ明かりが灯るモーションセンサーの普及やキャンドルナイトによる啓蒙などが挙げられる。

## 日本天文遺産

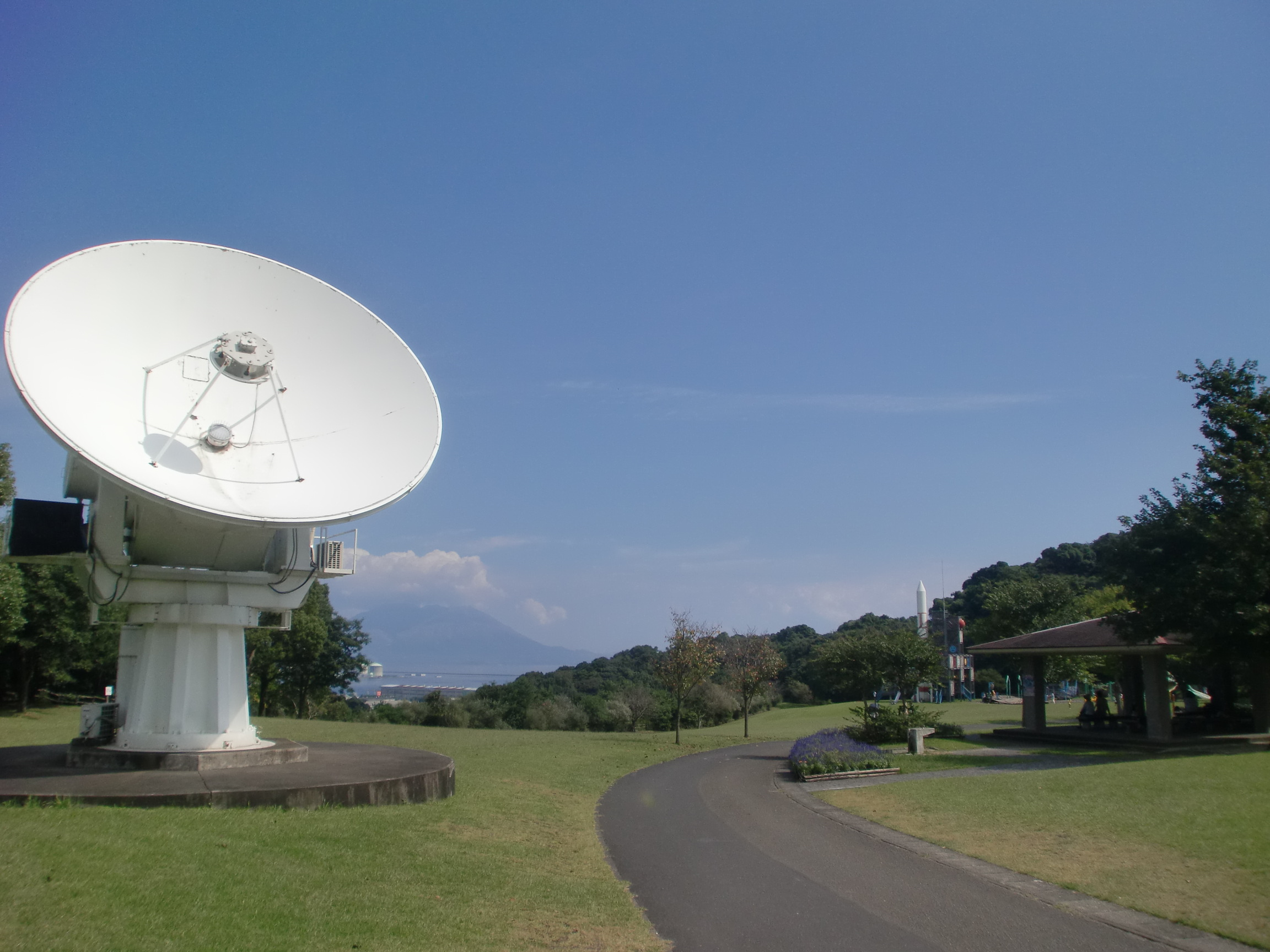
2020年前期に日本天文遺産に認定された電波望遠鏡（錦江湾公園）

日本天文学会は2019年に日本天文遺産制度を創設し、会津藩の藩校・日新館に付属した天文台跡と、超新星やオーロラと思われる天文現象を書き留めた藤原定家の日記『明月記』を認定した。
次いで2020年度（前期）には、7 - 8世紀に造られたとされ現存する最古の本格的な星図が描かれたキトラ古墳天井壁画（奈良県明日香村）、1887年に日本初の近代的日食観測に成功した「明治20年皆既日食観測地および観測日食碑」（新潟県三条市）、1993年に設置された直径6メートルのミリ波電波望遠鏡（鹿児島県鹿児島市）を、後期に仙台藩伊達家に伝わる渾天儀など「仙台藩天文学器機」（宮城県仙台市）、1899年に設置された天体望遠鏡と収納施設などからなる「臨時緯度観測所眼視天頂儀及び関連建築物」（岩手県奥州市）、1903年に建設され現存する日本最古のドーム形天体観測室がある「商船学校天体観測所」（東京都江東区）を認定。
| 回数 | 登録年度 | 認定日        | 認定対象                                 | 所在地                                     | 認定理由 | カテゴリ           |
| ---- | -------- | ------------- | ---------------------------------------- | ------------------------------------------ | --- | ------------------ |
| 1    | 2018     | 2019年3月16日 | 明月記                                   | 京都府京都市                               | 3件の超新星、日食、月食、オーロラなどの天文現象についての記載がある。 | 文献               |
| 1    | 2018     | 2019年3月16日 | 会津日新館天文台跡                       | 福島県会津若松市                           | 江戸時代の天文台（露台）の遺構として、現存唯一のものである。 | 史跡・建造物       |
| 2    | 2019     | 2020年3月17日 | キトラ古墳天井壁画                       | 奈良県明日香村                             | 石室の天井に現存する最古の本格的な星図、日像、月像がある。 | 物品               |
| 2    | 2019     | 2020年3月17日 | 明治20年皆既日食観測地及び観測日食碑     | 新潟県三条市                               | 日本における最初の近代的な皆既日食の観測地及びその観測記念碑。 | 史跡・建造物       |
| 2    | 2019     | 2020年3月17日 | 6mミリ波電波望遠鏡                       | 東京都三鷹市                               | 日本の宇宙電波観測の礎である6mミリ波電波望遠鏡（1970年完成）、国立天文台内に保存公開されている。 1984年〜1993年間は長野県の野辺山、1993年〜2018年間は鹿児島市の錦江湾公園にあった。 | 物品               |
| 3    | 2020     | 2021年3月18日 | 仙台藩天文学器機                         | 宮城県仙台市                               | 18〜19世紀に仙台藩の天文学者たちが製作、使用した渾天儀、象限儀と大小2基の天球儀の4点の器機。 | 物品               |
| 3    | 2020     | 2021年3月18日 | 臨時緯度観測所眼視天頂儀及び関連建築物   | 岩手県奥州市                               | 眼視天頂儀は緯度変化に関する国際共同研究のため、1899年に臨時緯度観測所（現・水沢VLBI観測所）に設置され、1927年まで緯度測定に使用された。 | 物品・史跡・建造物 |
| 3    | 2020     | 2021年3月18日 | 商船学校天体観測所                       | 東京都江東区                               | 商船学校天体観測所の赤道儀室及び子午儀室は、1903年に建設された煉瓦造の天文台建築であり 、東京海洋大学の越中島キャンパスにほぼ建築当時のままで残されている。 赤道儀室（第一観測台）：現存する日本最古のドーム屋根形状の天体観測室、回転可能な丸屋根を持つ。 子午儀室（第二観測台）：八角錐形の固定屋根を持つ。 | 史跡・建造物       |
| 4    | 2021     | 2022年3月4日  | 明治7年金星太陽面通過観測地              | 長崎県長崎市、兵庫県神戸市、神奈川県横浜市 | 1874年12月9日の金星の太陽面通過は外国の観測隊により観測され、3地点に当時の観測台や記念碑が残されている。 長崎：フランス隊（金比羅山）、アメリカ隊（大平山） 神戸：フランス分隊（諏訪山） 横浜：メキシコ隊（野毛山および山手本村）                                                                             | 史跡・建造物       |
| 4    | 2021     | 2022年3月4日  | 小山ひさ子氏の太陽黒点スケッチ群         | 茨城県つくば市                             | 小山が1945年 - 1996年に行った太陽黒点のスケッチの記録であり、現在は筑波の国立科学博物館の研究施設で保存・保管されている。 | 物品               |
| 5    | 2022     | 2023年3月15日 | 大阪市立電気科学館プラネタリウム         | 大阪府大阪市                               | 1937年に日本で最初に設置され、1989年まで稼働した近代的な光学式プラネタリウム。 | 物品               |
| 5    | 2022     | 2023年3月15日 | 仁科型電離箱                             | 埼玉県和光市                               | 理化学研究所・仁科芳雄研究室で開発された宇宙線検出器。1935年 - 1941年に製作された計5台のうち、2号機に当たる。 | 物品               |
| 6    | 2023     | 2024年3月11日 | レプソルド子午儀およびレプソルド子午儀室 | 東京都三鷹市                               | 1880年にドイツで製作され、1963年まで稼働した天体観測装置。現在は国立天文台三鷹キャンパスに保管・公開されている。 | 史跡・建造物、物品 |
| 6    | 2023     | 2024年3月11日 | 星間塵合成実験装置                       | 東京都三鷹市                               | 坂田朗らが製作した終焉期の恒星の質量放出における固体塵粒子の合成をマイクロ波放電によるプラズマを用いて再現する実験装置。 | 物品               |
| 6    | 2023     | 2024年3月11日 | 倉敷天文台と関連遺産                     | 岡山県倉敷市                               | 市民への公開を目的として1926年11月21日に日本で初めて設立された民間天文台。大正時代に市民への天文学普及を熱心に説いた山本一清、水野千里らの理念に啓発され、倉敷町長を務めた実業家・原澄治が私財を投じて設立した。                                                                                              | 史跡・建造物、物品 |
| 7    | 2024     | 2025年4月18日 | 京都大花山天文台                         | 京都府京都市                               | 京都帝国大理学部宇宙物理学科の観測施設として1929年に設立された。日本天文遺産として、直径9メートルドーム型本館（鉄筋コンクリート造、地上3階地下1階）と同5メートル別館（同、地上2階）、子午線館（木造平屋造、現在は歴史館）が認定された。                                                                       | 史跡・建造物       |
| 7    | 2024     | 2025年4月18日 | 臨時緯度観測所本館                       | 岩手県奥州市                               | 1900年に国際的な緯度観測事業で設置され、緯度の周年変化を表す数式の「Z項」発見につながった。 | 史跡・建造物       |
| 7    | 2024     | 2025年4月18日 | 三鷹200メガヘルツ太陽電波望遠鏡          | 東京都三鷹市                               | 国立天文台が1949年から始めた太陽電波観測で使用された日本最初期の電波望遠鏡。 | 物 品              |